# Bodianus izuensis
Bodianus izuensis Araga & Yoshino, 1975 è un pesce di acqua salata appartenente alla famiglia Labridae.

## Distribuzione e habitat
Proviene dalle barriere coralline dell'oceano Pacifico; è stato localizzato a Taiwan, Palau, lungo le coste del Giappone, dell'Australia e della Nuova Caledonia. Nuota nelle zone ricche di coralli e anfratti rocciosi, a profondità che variano dai 30 ai 35 m.

## Descrizione
Presenta un corpo compresso lateralmente, allungato e non particolarmente alto. Il colore prevalente è il rosso, ma sono presenti diverse striature bianche orizzontali, più evidenti sul ventre, dove è presente anche una fascia gialla come la pinna caudale. Dietro la testa è presente una macchia nera, e striature dello stesso colore si trovano anche lungo il corpo del pesce.
Non è una specie particolarmente grande, infatti la lunghezza massima registrata è di 10 cm.

## Biologia

### Alimentazione
Ha una dieta prevalentemente carnivora, composta sia da pesci ossei più piccoli che principalmente da varie specie di invertebrati acquatici come molluschi bivalvi e gasteropodi, echinodermi, sia ricci di mare che stelle marine, crostacei e vermi, in particolare policheti.

### Riproduzione
È oviparo e non ci sono cure da parte dei riproduttori per le uova. La fecondazione è esterna.

## Conservazione
Per questa specie non sono disponibili molte informazioni precise sull'areale e sulla popolazione, quindi viene classificata come "dati insufficienti" (DD) dalla lista rossa IUCN; inoltre non è di alcun interesse per la pesca a causa delle dimensioni assai ridotte.